# 比卓拿博布魯斯克足球會
比卓拿博布魯斯克足球會（FK Belshyna Babruisk）是白俄羅斯的一家足球俱樂部。主場位於博布魯伊斯克。設立于1977年，1996年改為現名。球隊目前參加白俄羅斯足球超級聯賽的賽事。

## 外部連結
- Official website （页面存档备份，存于）
- Outdated Page at UEFA.com （页面存档备份，存于）